# Eugeniusz Ożóg
Eugeniusz Ożóg (ur. 23 października 1932 w Zalesiu, zm. 27 maja 2008 w Melbourne) – polski jezuita, doktor psychologii, prowincjał  Prowincji Polski Południowej Towarzystwa Jezusowego w latach 1977–1984, później wieloletni duszpasterz Polonii w Australii.

## Życiorys
Do zakonu jezuitów wstąpił 30 lipca 1950 rozpoczynając nowicjat w Starej Wsi. W latach 1954–1957 studiował filozofię na Wydzialew Filozoficznym Towarzystwa Jezusowego w Krakowie, a w latach 1957–1961 na Wydziale Teologicznym Bobolanum w Warszawie. 22 sierpnia 1960 przyjął w Warszawie święcenia kapłańskie z rąk bpa Zygmunta Choromańskiego. W latach 1961–1966 odbywał studia z psychologii na Uniwersytecie im. Adama Mickiewicza w Poznaniu. W 1972 obronił na KUL doktorat z psychologii, napisany pod kierunkiem prof. Zenomeny Płużek.
W latach 1967–1973 prowadził wykłady na Wydziale Filozoficznym Towarzystwa Jezusowego, a od 1973 do był dyrektorem Wydawnictwa Apostolstwa Modlitwy (WAM). 8 grudnia 1977 został mianowany prowincjałem Prowincji Polski Południowej Towarzystwa Jezusowego. W 1983 uczestniczył w XXXIII kongregacji generalnej Towarzystwa Jezusowego w Rzymie. Po zakończeniu pracy na stanowisku prowincjała w 1984 wyjechał do Australii do pracy z Polonią. Był tam między innymi Rektorem Polskiego Sanktuarium Maryjnego w Essendon – dzielnicy Melbourne. Zmarł 27 maja 2008. Pochowany został na cmentarzu w Carlton.

Kontrowersje wokół osoby Eugeniusza Ożoga wywołała sprawa jego współpracy z Służbą Bezpieczeństwa PRL. Nazwisko jezuity znalazło się na Liście Wildsteina. W książce Księża wobec bezpieki na przykładzie archidiecezji krakowskiej ksiądz Tadeusz Isakowicz-Zaleski wymienia jezuitę, którego SB zarejestrowało jako TW „Stefan”. Ksiądz Zaleski napisał: 

TW „Stefan” był dla SB bardzo cennym agentem, gdyż miał dostęp do najważniejszych spraw w zakonie.

 W mediach polonijnych pojawiły się dyskusje sugerujące, że TW „Stefan” to ks. Ożóg. Opinie na ten temat były jednak mocno podzielone.